# Itamar Stein
Itamar Stein (ur. 12 lutego 1983) – izraelski siatkarz grający na pozycji środkowego we francuskim klubie Montpellier UC; były reprezentant Izraela. Obecnie jest trenerem tejże reprezentacji.

## Kluby
- Hapoel Matte Aszer (1999–2004)
- Orion Volleybal Doetinchem (2004–2006)
- Dynamo Apeldoorn (2006–2007)
- Beauvais Oise UC (2006–2007)
- Montpellier UC (2008–2010)
- Maccabi Hod ha-Szaron (2010–2011)
- Beauvais Oise UC (2011–2012)
- RWE Volleys Bottrop (2012–2013)
- Moerser SC (2013–2014)
- VSG Coburg/Grub (2014–2015)

## Występy w reprezentacji
- 2001 - eliminacje do Mistrzostw Europy 2001
- 2002 - eliminacje do Mistrzostw Europy 2003
- 2004 - eliminacje do Mistrzostw Europy 2005
- 2005 - eliminacje do Mistrzostw Świata 2006
- 2006 - eliminacje do Mistrzostw Europy 2007
- 2008 - eliminacje do Mistrzostw Europy 2009
- 2009 - eliminacje do Mistrzostw Świata 2010

## Osiągnięcia klubowe
- Mistrzostwo Izraela z Hapoel Mate-Asher (3 razy)
- Puchar Izraela z Hapoel Mate-Asher (2 razy)
- Mistrzostwo Holandii z Piet Zoomers/D Apeldoorn w sezonie 2006/2007
- Puchar Francji z Beauvais Oise Université Club w sezonie 2007/2008